# 천리주단기 (영화)
천리주단기(千里走單騎, Riding Alone For Thousands Of Miles)는 일본에서 제작된 장이머우 감독의 2005년 드라마 영화이다. 다카쿠라 켄 등이 주연으로 출연하였고 장이머우 등이 제작에 참여하였다.

## 출연

### 주연
- 다카쿠라 켄

### 조연
- 양젠보
- 테라지마 시노부
- 나카이 키이치

## 제작진
- 공동연출: 후루하타 야스오